# Mufulira Wanderers F.C.
O Mufulira Wanderers é o clube de futebol mais bem-sucedido da Zâmbia e está localizado na cidade de Copperbelt em Mufulira. Popularmente conhecido como Mighty Mufulira Wanderers, o clube ganhou 49 troféus e também produziu alguns dos maiores jogadores do país. Depois de nove anos na Divisão I, os Wanderers voltaram à Superliga da Zâmbia em 2015 e desfrutaram de duas temporadas consecutivas no campeonato.

## Títulos
| NACIONAIS | NACIONAIS                 | NACIONAIS | NACIONAIS                                             |
|           | Competição                | Títulos   | Temporadas                                            |
| --------- | ------------------------- | --------- | ----------------------------------------------------- |
| Zâmbia    | SuperLiga                 | 9         | 1963, 1965, 1966, 1967, 1969, 1976, 1978, 1995, 1996. |
| Zâmbia    | Copa da Zâmbia            | 10        | 1965, 1966, 1968, 1971, 1973, 1974, 1975, 1988, 1995. |
| Zâmbia    | Copa do Desafio da Zâmbia | 9         | 1967, 1968, 1969, 1978, 1984, 1986, 1994, 1996, 1997. |